# Popcorn (romanzo)
Popcorn  è un romanzo scritto da Ben Elton nel 1996.

## Trama
Bruce Delamitri è un regista hollywoodiano, ha molto successo ma è anche un personaggio molto controverso perché i suoi film sono incentrati sulla società moderna e fanno largo uso di scene di violenza estrema. Proprio durante la notte in cui riceve il premio Oscar torna a casa accompagnato dalla modella Brooke Daniels, aspirante attrice, conosciuta la sera stessa.
Con sua grande sorpresa giunto nella sua lussuosa villa trova il criminale Wayne e la sua compagna Scout, moderni Bonnie e Clyde ricercati per via della lunga catena di omicidi che si sono lasciati alle spalle.
Wayne vuole dimostrare che la colpa dell'esistenza di criminali ed assassini come lui è solo da imputare ad individui come Bruce, che speculano sulla violenza per trarne profitto. Per riuscire nel suo intento prende immediatamente in ostaggio il regista e la sua improvvisata compagna (e in seguito anche la ex moglie e la figlia sopraggiunte alla villa) e contatta la stampa e le televisioni per imbastire un perverso avvenimento televisivo simile ad un reality show.

## Opere collegate
- Lo stesso Ben Elton ha tratto un'opera teatrale di successo dal proprio romanzo.

## Premi e riconoscimenti
- Il romanzo ha vinto il Gold Dagger della Crime Writers' Association nell'anno 1996.